# Luigi's Mansion 3
Luigi's Mansion 3 (ルイージマンション3?, Ruīji Manshon Surī) è un videogioco d'azione sviluppato da Next Level Games e pubblicato da Nintendo per Nintendo Switch. È il terzo capitolo della serie Luigi's Mansion, parte del più ampio franchise di Mario.

## Trama
Dopo gli eventi del secondo capitolo, Luigi, il suo cane fantasma Poltercucciolo, suo fratello Mario, la Principessa Peach e 3 Toad (Toad Rosso, Toad Blu e Toad Giallo) ricevono un invito al lussuoso Hotel Miramostri e decidono di soggiornarvi. Dopo essere arrivato, Luigi si addormenta nel suo letto per poi svegliarsi durante la notte avendo sentito la Principessa Peach urlare. Dopo aver preso la sua torcia, esce dalla sua stanza al 5º piano (stanza 503), trovando l'hotel trasformato in un edificio infestato e i suoi amici dispersi. Avvicinatosi all'ascensore, incontra la proprietaria dell'hotel, Malberta Crisantemi, che aveva invitato il gruppo in hotel come parte di una trappola di Re Boo, da lei liberato dal dipinto. Accortosi che i suoi amici erano stati catturati, Luigi viene inseguito nel corridoio da Re Boo che vuole imprigionare anche lui, ma riesce a scappare usando uno scivolo per il bucato. Risvegliatosi nella lavanderia, con l'aiuto del Poltercucciolo, Luigi esplora il seminterrato trovando l'auto del Professor Strambic con all'interno il Poltergust G-0M. Usandolo, Luigi si dirige verso l'atrio, seguendo il suo cane fantasma, e al 2º piano scopre che anche il Professor Strambic è stato catturato.
Perquisendo il pavimento della hall, Luigi trova la lampadina dell'Arcobaluce in una cassaforte e la usa per liberare il professor Strambic dal ritratto, che gli chiede prontamente di portarlo nel seminterrato. Allestendo un laboratorio portatile nel garage, il professor Strambic gli spiega com'era stato anche lui ingannato per poterlo far soggiornare forzatamente nell'hotel. Credendo che gli amici di Luigi siano stati intrappolati ai piani superiori, il professor Strambic raccomanda a Luigi di trovare i pulsanti dell'ascensore che i fantasmi che fungono da personale dell'hotel hanno rubato. Mentre esplora i piani, ognuno con un tema diverso, Luigi viene aiutato ulteriormente dal professore con due nuovi gadget: il Virtual Boo, in riferimento al Virtual Boy, che consente al professor Strambic di comunicare con Luigi; e Gommiluigi, un alter-ego di Luigi composto interamente di gelatina verde, il Goo, che gli farà da compagno. Lasciato senza scelta, Luigi inizia la sua ricerca dei pulsanti mancanti dell'ascensore, per visitare ciascuno dei quindici piani dell'hotel.
Nel recuperare i pulsanti dell'ascensore, Luigi si imbatte nel personale fantasma dell'hotel salvando anche i 3 Toad e, sconfiggendo la proprietaria dell'hotel, Luigi salverà anche Mario, che gli chiederà di seguirlo sul tetto per salvare la Principessa Peach. Dopo averla liberata, il gruppo trova Re Boo che ricattura tutti, tranne Luigi che viene salvato dal Portercucciolo. Aiutato da Gommiluigi, Luigi sconfigge Re Boo ancora una volta e riesce a recuperare il ritratto dei suoi amici, tuttavia l'hotel, inspiegabilmente, crolla. Luigi, che viene salvato dalla caduta dal suo cane fantasma, libera i suoi amici dal ritratto e i fantasmi da lui catturati. Il professor Strambic, vedendo i fantasmi sconvolti dal fatto che l'hotel sia stato distrutto, li aiuta a costruire un nuovo hotel, con i soldi che aveva raccolto Luigi. Conclusa la costruzione del nuovo hotel, Luigi e i suoi amici ritornano alla loro consueta vita.

## Modalità di gioco
Luigi's Mansion 3 è un gioco action-adventure in cui i giocatori controllano il personaggio di Luigi da una prospettiva fissa in terza persona, mentre catturano i fantasmi nel grande hotel “Miramostri”. Il gioco presenta due modalità di gioco: 
- Modalità storia (per giocatore singolo e una serie di modalità di gioco multiplayer). L'obiettivo del giocatore è quello di liberare i compagni, stordendo i fantasmi con una torcia, afferrarli con il Poltergust e quindi portare a 0 la loro salute per poterli catturare.
- Torre del caos (multiplayer online e locale/ giocatore singolo). L'obiettivo è trovare tutti i Toad scomparsi, raccogliere un certo numero di monete oppure catturare un numero stabilito di fantasmi nel minor tempo possibile insieme ad altri giocatori in multiplayer online e locale.

## Accoglienza
| Testata                         | Giudizio |
| ------------------------------- | -------- |
| Metacritic (media al 31-3-2021) | 86/100   |
| Famitsū                         | 33/40    |
| GameSpot                        | 8/10     |
| IGN                             | 8,3/10   |
| Nintendo Life                   | 9/10     |
| SpazioGames.it                  | 8/10     |

Luigi's Mansion 3 ha ricevuto recensioni generalmente positive. Sono stati particolarmente apprezzati la trama, i personaggi, la grafica e il design dei livelli. Sono stati invece criticati i controlli, definiti obsoleti e scomodi, soprattutto con l'uso dello stick destro. Ha riscosso un gran successo di vendite: in soli due mesi, il 31 dicembre 2019, aveva già venduto oltre 5 milioni di copie, rendendolo il decimo gioco più venduto per Nintendo Switch, e ai Game Awards del 2019 vinse il premio come Miglior gioco per famiglie.